# Parastratiosphecomyia
Parastratiosphecomyia (лат.) — ориентальный род мух-львинок из подсемейства Pachygastrinae, описанный диптерологом Энрико Брунетти.

## Внешнее строение
Небольшие (10—12 мм) стройные мухи, по внешнему облику напоминающие перепончатокрылых из семейства Sphecidae. Усики очень длинные, в 3—4 раза длиннее головы. Первый членик усиков (скапус) в три раза больше второго (педицела). Жгутик усика состоит из восьми члеников. Первые шесть члеников жгутика примерно одинакового размера, а седьмой и восьмой — удлинённые. В нижней части лица расположены пара конических выростов. Щупики короткие, двучлениковые. Второй членик значительно длиннее первого. Глаза голые. У самцов глаза на значительном протяжении соприкасаются, верхние фасетки крупнее нижних. У самок глаза широко расставлены, фасетки одинакового размера. Среднеспинка яйцевидная с бледно-жёлтыми пятнами. Передние и средние бёдра в основании бледно-жёлтые и коричневато-жёлтые на вершине. Задние бёдра почти полностью тёмно-коричневые, на вершине бледноватые. Крылья имеют около вершины затемненные. Мембрана крыла покрыта микротрихиями, с оголёнными участками в ячейках у основания крыла. Последняя радиальная жилка впадает в край крыла перед его вершиной. Задние бёдра слегка булавовидные. Голени без шпор. Брюшко булавовидное.

## Систематика
Род наиболее близок к монотипическому роду Stratiosphecomyia, от которых отличается сближенными основаниями усиков. У Parastratiosphecomyia — они у основания широко расставлены. Американский диптеролог Морис Джеймс помещает эти два рода в трибу Meristomeringini, включающую помимо них еще несколько африканских родов. Норман Вудли в составе рода рассматривает четыре вида:
- Parastratiosphecomyia freidbergi Woodley, 2012
- Parastratiosphecomyia rozkosnyi Woodley, 2012
- Parastratiosphecomyia szechuanensis Lindner, 1954
- Parastratiosphecomyia stratiosphecomyioides Brunetti, 1923typus

## Распространение
Представители рода встречаются в Индии (Мегхалая, Западная Бенгалия), Лаосе, Вьетнаме, Малайзии, Таиланде, Китае (Сычуань и Гуйчжоу). В горы поднимается до высоты 2500 м над уровнем моря.